# Fabrizio Crestani
Fabrizio Crestani (* 17. Dezember 1987 in Conegliano) ist ein italienischer Automobilrennfahrer. Er trat von 2008 bis 2013 in der Auto GP, der ehemaligen Euroseries 3000, an.

## Karriere
Nachdem Crestani im Kartsport aktiv gewesen war, wechselte er 2005 in die italienische Formel Junior 1600 und startete außerdem für Corbetta bei zwei Rennen der italienischen Formel-3-Meisterschaft. 2006 blieb Crestani bei Corbetta und fuhr sowohl in der italienischen Formel-3-Meisterschaft, die er als Fünfter in der Gesamtwertung beendete, als auch als Gaststarter bei zwei Rennen in der nationalen Klasse der britischen Formel-3-Meisterschaft. Im folgenden Jahr ging Crestani erneut für Corbetta in der italienischen Formel-3-Meisterschaft an den Start und wurde erneut Fünfter im Gesamtklassement. Allerdings gewann er in dieser Saison aber drei Rennen.
2008 war Crestani in der Euroseries 3000 für GP Racing aktiv und beendete die Saison mit drei Siegen auf dem fünften Gesamtrang. Außerdem ging Crestani für Euronova Racing bei sechs Rennen der internationalen Formel Master an den Start. In der GP2-Asia-Serie-Saison 2008/2009 startete Crestani ab dem zweiten Saisonrennen für das neugegründete GP2-Team Ocean Racing Technology. Crestani, dessen beste Platzierung ein zehnter Platz war, holte in der Saison keine Punkte. 2009 startete er für TP Formula in der Euroseries 3000. Zwar gelang ihm im Vergleich zum Vorjahr kein Rennsieg, dafür verbesserte er sich dank sechs Podest-Platzierungen auf den vierten Platz in der Gesamtwertung. 2010 nahm Crestani für verschiedene Teams an drei Rennwochenenden der in Auto GP umbenannten Euroseries 3000 teil. Er beendete die Saison auf dem den 22. Platz im Gesamtklassement. Darüber hinaus gab er sein Debüt in der GP2-Serie und ersetzte während der Saison Giacomo Ricci bei David Price Racing. Am Saisonende belegte er den 30. Gesamtrang.
2011 ging Crestani in der Auto GP für das Team Lazarus an den Start. Mit einem zweiten Platz als bestes Resultat beendete er die Saison als bester Pilot ohne Sieg auf dem sechsten Gesamtrang. 2012 blieb Crestani bei Lazarus und wechselte mit dem Team in die GP2-Serie. Zum achten Rennwochenende wurde er durch Sergio Canamasas ersetzt. Am Saisonende lag er mit einem Punkt auf dem 24. Gesamtrang. 2013 kehrte er für zwei Veranstaltungen zu Lazarus in die GP2-Serie zurück. Er blieb ohne Punkte. Darüber hinaus nahm er als Verletzungsvertretung an einem Rennwochenende der Auto GP für das Ibiza Racing Team teil.

## Statistik

### Karrierestationen
| - 2005: Italienische Formel Junior 1600 (Platz 4) - 2005: Italienische Formel 3 (Platz 13) - 2006: Italienische Formel 3 (Platz 5) - 2007: Italienische Formel 3 (Platz 5) - 2008: Euroseries 3000 (Platz 5) | - 2008: Internationale Formel Master (Platz 27) - 2009: GP2-Asia-Serie (Platz 28) - 2009: Euroseries 3000 (Platz 4) - 2010: GP2-Serie (Platz 30) - 2010: Auto GP (Platz 22) | - 2011: Auto GP (Platz 6) - 2012: GP2-Serie (Platz 24) - 2013: GP2-Serie (Platz 33) - 2013: Auto GP (Platz 17) |

### Einzelergebnisse in der GP2-Serie
| Jahr | Team                 | 1   | 2   | 3   | 4   | 5   | 6   | 7   | 8   | 9   | 10  | 11  | 12  | 13  | 14  | 15  | 16  | 17  | 18  | 19  | 20  | 21  | 22  | 23  | 24  | Punkte | Rang |
| ---- | -------------------- | --- | --- | --- | --- | --- | --- | --- | --- | --- | --- | --- | --- | --- | --- | --- | --- | --- | --- | --- | --- | --- | --- | --- | --- | ------ | ---- |
| 2010 | DPR                  | ESP | ESP | MON | MON | TUR | TUR | ESP | ESP | GBR | GBR | GER | GER | HUN | HUN | BEL | BEL | ITA | ITA | UAE | UAE |     |     |     |     | 0      | 30.  |
| 2010 | DPR                  |     |     |     |     |     |     |     |     |     |     |     |     |     |     | DNF | 14  | 10  | 15  | 13  | 15  |     |     |     |     | 0      | 30.  |
| 2012 | Venezuela GP Lazarus | MAS | MAS | BRN | BRN | BRN | BRN | ESP | ESP | MON | MON | ESP | ESP | GBR | GBR | GER | GER | HUN | HUN | BEL | BEL | ITA | ITA | SIN | SIN | 1      | 24.  |
| 2012 | Venezuela GP Lazarus | 10  | 21  | 14  | 19  | DNF | 23  | 17  | 10  | 19  | DNF | DNF | DNF | 11  | 22* |     |     |     |     |     |     |     |     |     |     | 1      | 24.  |
| 2013 | Venezuela GP Lazarus | MAS | MAS | BRN | BRN | ESP | ESP | MON | MON | GBR | GBR | GER | GER | HUN | HUN | BEL | BEL | ITA | ITA | SIN | SIN | UAE | UAE |     |     | 0      | 33.  |
| 2013 | Venezuela GP Lazarus |     |     |     |     |     |     |     |     | 18  | 17  | 19  | 21  |     |     |     |     |     |     |     |     |     |     |     |     | 0      | 33.  |